# Гребенников Борис Іванович
Борис Іванович Гребенников (1924–1944) — молодший лейтенант Робітничо-селянської Червоної армії, учасник німецько-радянської війни, Герой Радянського Союзу (1944).

## Біографія
Народився 7 листопада 1924 року в станиці Краснохолмської Оренбурзької губернії (нині — Дзержинський район Оренбурга) у сім'ї службовця. Закінчив вісім класів школи в місті Кувандик, навчався в Оренбурзькому автодорожньому технікумі. Із початком війни повернувся в Кувандик, працював на заводі «Червоний штампувальник». У серпні 1942 року Гребенников був призваний на службу в Робітничо-селянську Червону Армію. У 1943 році він закінчив Камишинське танкове училище. Із вересня того ж року — на фронтах Німецько-радянської війни. Брав участь у боях на Південному та 3-му Українському фронтах, командував танком 1-го танкового батальйону 36-ї гвардійської танкової бригади 4-го гвардійського механізованого корпусу 3-го Українського фронту. Відзначився під час визволення Миколаївської області.
8 березня 1944 року під час визволення селища Новий Буг танк Гребенникова першим у своєму підрозділі увірвався на залізничну станцію, а потім і безпосередньо в саме селище. Маневруючи, він знищив танк і самохідну артилерійську гармату, близько 150 солдатів і офіцерів противника, перерізав шлях відходу великої автоколони. У тому бою Гребенников загинув. Похований у Новому Бузі.
Указом Президії Верховної Ради СРСР від 13 вересня 1944 року за «зразкове виконання бойових завдань командування на фронті боротьби з німецькими загарбниками і виявлені при цьому відвагу і геройство» гвардії молодший лейтенант Борис Гребенников посмертно був удостоєний високого звання Героя Радянського Союзу. Також був нагороджений орденами Леніна і Червоної Зірки.

## Пам'ять
На честь Гребенникова названі вулиці в Новому Бузі, Кувандик, Краснохолм. Його погруддя встановлено в Новому Бузі та Кувандику.